# Pierre Brouillette
Pour les articles homonymes, voir Brouillette.
 (août 2025).
Motif : Absence de sources secondaires indépendantes centrées sur le sujet, ton promotionnel, critères non démontrés
- Archive Wikiwix
- Bing
- Cairn
- DuckDuckGo
- E. Universalis
- Gallica
- Google
- G. Books
- G. News
- G. Scholar
- Persée
- Qwant
- (zh) Baidu
- (ru) Yandex
- (wd) trouver des œuvres sur Wikidata

| 1. | Préciser le motif de la pose du bandeau. | Précisez le motif de la pose du bandeau en utilisant la syntaxe suivante : {{admissibilité à vérifier\|date=août 2025\|motif=remplacez ce texte par le motif}}                          |
| 2. | Informer les utilisateurs concernés.     | Pensez à avertir le créateur de l'article, par exemple, en insérant le code ci-dessous sur sa page de discussion : {{subst:avertissement admissibilité à vérifier\|Pierre Brouillette}} |

Vous pouvez aider à l'améliorer ou bien discuter des problèmes sur sa page de discussion.
- Il ne cite pas suffisamment ses sources. Vous pouvez indiquer les passages à sourcer avec {{référence nécessaire}} ou {{Référence souhaitée}}, et inclure les références utiles en les liant aux notes de bas de page. (Marqué depuis juillet 2025)
- Son texte doit être wikifié : il ne correspond pas à la mise en forme Wikipédia (style, typographie, liens internes, liens entre les wikis, etc.). (Marqué depuis juillet 2025)
- Sa forme n’est pas encyclopédique et ressemble trop à un curriculum vitæ. Modifiez le texte pour aider à le transformer en article neutre. (Marqué depuis juillet 2025)
- Son ton est trop promotionnel ou publicitaire, voire hagiographique. Le texte doit adopter un ton neutre et encyclopédique. (Marqué depuis juillet 2025)

- Archive Wikiwix
- Bing
- Cairn
- DuckDuckGo
- E. Universalis
- Gallica
- Google
- G. Books
- G. News
- G. Scholar
- Persée
- Qwant
- (zh) Baidu
- (ru) Yandex
- (wd) trouver des œuvres sur Wikidata

Pierre Brouillette (né en 1949) est un orthopédagogue, essayiste et éditeur québécois.

## Biographie
Boursier au collège, mentions universitaires, Pierre Brouillette est un éducateur chevronné. Diplômé en philosophie (B.Ph), en orthopédagogie (B. Éd.), en littérature (M.A.) et en sémiologie (Ph.D),  il occupe successivement les fonctions d’éducateur-enseignant et de chef d’équipe dans un centre de rééducation pour adolescents. Il fut invité par la suite à mettre sur pied un service scolaire d’orthopédagogie adapté à une clientèle adolescente hospitalisée en milieu psychiatrique (Pavillon Albert-Prévost de l’Hôpital du Sacré-Cœur de Montréal) pour le compte de la Commission scolaire de Montréal. Phénomène étonnant, les élèves, présentés aux examens du Ministère de l’Éducation du Québec, obtinrent leurs crédits; dépassant même de 15% dans certaines matières les résultats annuels de la moyenne nationale. Les succès obtenus par ses élèves s’expliquent en partie par son charisme,  par sa manière éclectique de présenter le contenu des matières scolaires et par sa grande disponibilité teintée de dévouement et de bienveillance. Il  occupera, jusqu’à sa retraite, ce poste d’enseignant durant 32 ans.
Dans le cadre de l’implantation du Nouveau programme de français (1979), il fut le seul enseignant, avec le concours de son épouse Francine Beauchamp, à répondre au souhait formulé par le Ministère de l’Éducation du Québec de créer une revue scolaire mensuelle destinée aux élèves réguliers du secondaire, dans le but de les orienter de manière didactique dans le domaine vaste et parfois touffu de la culture contemporaine. En 1980,  le magazine Reflets : la revue scolaire de langue française en Amérique voit le jour et connaît un succès immédiat. Les commentaires élogieux des écrivains américains, australiens, canadiens et européens pour le résumé et l’étude de leurs « best sellers » et des enseignants pour les divers jeux éducatifs et les concours littéraires offerts comme matériel pédagogique de pointe ont confirmé que le média du magazine scolaire était bel et bien désiré et apprécié. Au terme d’une aventure d’éditeur qui durera sept ans, vint l’introduction de l’informatique dans les classes. Pierre Brouillette apportera alors sa collaboration bénévole au site Internet Prof en Ligne (section aide aux devoirs scolaires); site qui a reçu le Prix de l’Acfas 1996. En matière de services rendus à titre gratuit, soulignons que Pierre Brouillette avait déjà reçu un Meritas (1993) «décerné par la Ville de Pierrefonds pour honorer les contributions bénévoles d’un citoyen à sa communauté, à sa ville». Dans le prolongement d’un projet initié par monsieur Jean-Guy Plante, il apporta aussi une contribution remarquée, à titre de Président de la Société Saint-Jean-Baptiste de l’Ouest-de-l’Île, pour l’implantation du Cégep francophone Gérald Godin (1999), au terme de 25 ans d’événements festifs, de conférences, de devis et de rencontres de travail auprès du Ministère de l’Éducation. Il apportera également sa collaboration bénévole (avec les docteurs Amyot, Leblanc, Rodriguez et Desgroseillers) à la conception et à la réalisation du volet psychiatrique du site Internet de l’Hôpital du Sacré-Cœur de Montréal (Mars 2002). Par la suite, il produira un « Power Point » sur l’historique du service de pédopsychiatrie du Pavillon Albert-Prévost à l’occasion d’un colloque international célébrant son 40ème anniversaire de fondation. (2005).
Par son double rôle d’enseignant et de maître associé de formation auprès d’étudiants stagiaires de diverses universités québécoises, Pierre Brouillette fut conduit à formuler des interprétations nouvelles et à ouvrir d’autres prospectives pédagogiques. Tout en s’appuyant sur les travaux de ses prédécesseurs, mais également sur les résultats de ses propres recherches en sémiotique structurale, il fut amené à donner de nombreuses conférences et à publier divers articles spécialisés sur les troubles d’apprentissage au cours de sa carrière. Ce qui ne l’a pas empêché de trouver le temps de publier deux livres à teneur philosophique: La vertu du concret, un volume de 274 pages présentant une mosaïque de petites proses mettant à l’épreuve les idées colportées par la rumeur publique et L’existence vêtue de mots, un court essai dialogique de 259 pages faisant le pari de dresser le bilan des idées philosophiques véhiculées dans le monde contemporain.
Le caractère remarquable de ses contributions à l’avancement des méthodes pédagogiques  dans l’enseignement du français et l’excellence de son travail auprès d’adolescents en difficultés d’apprentissage furent couronnés de nombreux prix de grande distinction. Monsieur Brouillette a maintes fois été gratifié de la notoriété de l’excellence. 

## Distinctions
- À la recherche de l’excellence (1987-88) décerné par  la Commission des Écoles catholiques de Montréal (CSDM) pour « souligner les contributions remarquables du finaliste à l’avancement de sa mission éducative ».  Bourse et titre de
- Professeur émérite décernés par le Marshall McLuhan on Global Communications (USA, 1990) pour « honorer la qualité et le caractère innovateur de ses réalisations en matière de matériel pédagogique ».
- Prix d’honneur décerné - à l’occasion de son 8ème Colloque annuel -, par l’Alliance des professeurs de Montréal (CEQ, 1990) « en hommage à son travail d’enseignant-éditeur ».
- Membre de l'Ordre du Canada (MC.1991) «La plus haute distinction offerte par le Canada à l’un de ses citoyens » pour « l’apport de ses travaux didactiques salués par les commissions scolaires de différentes provinces canadiennes et à l’étranger »[1].
- La Médaille commémorative du 125e anniversaire de la Confédération du Canada (1992) « conférée en reconnaissance de sa contribution remarquable auprès d’une clientèle présentant une problématique reliée à des difficultés d’ordre de la santé mentale avec ou sans retard pédagogique».
- La Médaille du jubilé de sa Majesté la Reine Élisabeth II (2004) « conférée en reconnaissance de sa contributions exceptionnelle au bien-être de ses compatriotes, sa communauté et au Canada ».